# Lou Yun
Lou Yun (förenklad kinesiska: 楼云; traditionell kinesiska: 樓雲; pinyin: Lóu Yún), född den 23 juni 1964 i Hangzhou, Kina, är en kinesisk gymnast.
Han tog OS-guld i hopp, OS-silver i fristående och OS-silver i lagmångkampen i samband med de olympiska gymnastiktävlingarna 1984 i Los Angeles.
Han tog även OS-guld i hopp och OS-brons i fristående i samband med de olympiska gymnastiktävlingarna 1988 i Seoul.